# الی اوهانا
الی اوهانا (به عبری: אלי אוחנה‎) مهاجم اهل اسرائیل است که از سال ۱۹۸۴ تا ۱۹۹۷ میلادی عضو تیم ملی فوتبال اسرائیل بوده و در ۵۱ بازی ملی حضور داشته است. الی اوهانا توانسته در بازی‌های ملی، ۱۷ گل به ثمر برساند.